# Heinrich Göbel
Heinrich Goebel (Springe, Hannover; 20 de abril de 1818-Nueva York, Nueva York; 4 de diciembre de 1893), también conocido como Henry Goebel, fue un mecánico e inventor alemán. Participó en una disputa con Thomas Alva Edison sobre la invención de la lámparas de luz incandescente, aunque no llegó a probar convincentemente su afirmación de haberla inventado en 1854. Contrajo matrimonio con Sophie Lübke en 1844 y a la edad de 31 años, en 1849, ambos emigraron a Nueva York, donde vivieron hasta la muerte de él.

## Patente de la lámpara incandescente
En 1893, cuando Thomas Alva Edison finalizaba otras disputas legales sobre la invención de la bombilla incandescente, preparándose para obtener los beneficios de su invención, Göbel presentó una nueva disputa legal en la Oficina de Patentes de Estados Unidos afirmando haber construido en 1854 una bombilla incandescente que habría funcionado durante 400 horas. Antes de ello, Göbel había hecho una oferta para vender su invención a Thomas Alva Edison en 1882 por unos cuantos miles de dólares, pero Thomas Alva Edison no encontró suficientes méritos en el invento, por lo que no aceptó la oferta.
Después de una revisión del caso, el juez Colt dio su opinión sobre el asunto:

El es  extremadamente improbable que Heinrich Göbel construyera una lámpara incandescente práctica en 1854. Esto es patente en la historia de la técnica durante los pasados cincuenta años, en las leyes eléctricas que fueron descubiertas desde ese momento y aplicables a la lámpara incandescente, la imperfección de los medios existenes para obtener el vacío, el elevado grado de habilidades necesarias para la construcción de todas sus partes, y los bastos instrumentos con los que Göbel trabajó.

La ley no requiere conjeturas, sino certidumbre. Es fácil cuando una invención importante se hace pública que haya personas presenten una demanda de que ellos habían inventado la misma cosa años antes, y establecer esto mediante el recuerdo de testigos de eventos que hace tiempo que han sucedido. Esa evidencia debe ser recibida con mucha cautela, y la presunción de novedad que emana de la concesión de una patente no se puede denegar salvo mediante una prueba clara y convincente.

Sin embargo, un competidor de Edison, Franklin Leonard Pope había escrito un artículo en el que describía a Göbel como un inventor no reconocido, originando un mito que persiste hasta la fecha.
Unos meses después de que un tribunal estableciera la prioridad de Edison, Göbel murió de pulmonía, siendo sepultado en el cementerio de Green-Wood de Brooklyn, Nueva York.
Tras su muerte,Thomas Edison en situación de extrema pobreza,compró el invento de Göbel a un precio bajo,así proclamándose inventor de la bombilla.